# Schistochilaceae
Schistochilaceae, biljna porodica jetrenjarki jedina u podredu Perssoniellineae, dio reda  Jungermanniales. 
U porodicu su uključivani rodovi:
1. Gottschea Nees ex Mont.
2. Pachyschistochila R.M. Schust. & J.J. Engel
3. Pleurocladopsis R.M. Schust.
4. Schistochila Dumort.
5. Schistochilaster H.A. Mill.
6. Tegulifolium Hässel